# Jægersborg (stacja kolejowa)
Jægersborg (duń. Jægersborg Station) – stacja kolejowa w miejscowości Gentofte, w gminie Gentofte, w Regionie Stołecznym, w Danii.
Znajduje się na Nordbanen i jest obsługiwana przez pociągi S-tog linii B i E oraz Lokaltog. Jest również południowym krańcem dla linii Nærumbanen.
Perony stacji położone są między Helsingørmotorvejen i Motorring 3.

## Linie kolejowe
- Linia Nordbanen
- Linia Nærumbanen